# Административное деление Российской империи на 1 января 1808 года
Российская империя по состоянию на 1 (13) января 1808 года делилась на губернии, области и уезды
- общее число губерний — 51
- общее число областей на правах губернии — 3
- столица — город Санкт-Петербург
- отличия от 1 января 1803 года:
- вновь образованы:

1. Кавказская губерния (1803 год) из части Астраханской губернии
2. Камчатская область (1803 год) из части Иркутской губернии
3. Томская губерния (февраль 1804 года) из части Тобольской губернии (в прежних, до 12 (23) декабря 1796 года, границах Колыванского наместничества)
4. Якутская область (1805 год) из части Иркутской губернии

- переименованы:

1. Николаевская губерния (1803 год) в Херсонскую губернию

- список губерний:

1. Архангельская
2. Астраханская
3. Виленская
4. Витебская
5. Владимирская
6. Вологодская
7. Волынская (центр — Новоград-Волынский)
8. Воронежская
9. Вятская
10. Гродненская
11. Грузинская
12. Екатеринославская
  1. Александровский уезд
  2. Бахмутский уезд
  3. Екатеринославский уезд
  4. Мариупольский уезд
  5. Новомосковский уезд
  6. Павлоградский уезд
  7. Ростовский уезд
  8. Славяносербский уезд
13. Иркутская
14. Кавказская (центр — Георгиевск)
15. Казанская
16. Калужская
17. Киевская
18. Костромская
19. Курляндская (центр — Митава)
20. Курская
21. Лифляндская (центр — Рига)
22. Минская
23. Могилёвская
24. Московская
25. Нижегородская
26. Новгородская
27. Олонецкая
28. Оренбургская
29. Орловская
30. Пензенская
31. Пермская
32. Подольская (центр — Каменец-Подольский)
33. Полтавская
34. Псковская
35. Рязанская
36. Санкт-Петербургская
37. Саратовская
38. Симбирская
39. Слободско-Украинская (центр — Харьков)
40. Смоленская
41. Таврическая
42. Тамбовская
43. Тверская
44. Тобольская
45. Томская
46. Тульская
47. Финляндская (центр — Выборг)
48. Херсонская
49. Черниговская
50. Эстляндская (центр — Ревель)
51. Ярославская

- список областей:

1. Донских казаков область
2. Камчатская область
3. Якутская область